# Euxoa churchillensis
Euxoa churchillensis är en fjärilsart som beskrevs av Mcdunnough 1932. Euxoa churchillensis ingår i släktet Euxoa och familjen nattflyn. Inga underarter finns listade i Catalogue of Life.

## Bildgalleri

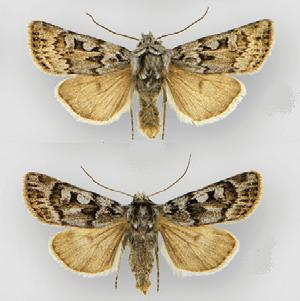